# 4433 Goldstone
A 4433 Goldstone (ideiglenes jelöléssel 1981 QP) a Naprendszer kisbolygóövében található aszteroida. Edward L. G. Bowell fedezte fel 1981. augusztus 30-án.